# Hoti
Hoti (cyr. Хоти) – wieś w Czarnogórze, w gminie Plav. W 2011 roku liczyła 210 mieszkańców.